# Michael Parker
Michael Parker (Washington, 5 dicembre 1981) è un cestista statunitense con cittadinanza giapponese.